# 叶培贵
叶培贵（1968年—），男，汉族，福建顺昌人，中国当代书法家。现为中国书法家协会副主席，北京市书法家协会副主席，北京大学书法研究所教授。

## 生平
叶培贵生于福建南平。1991年毕业于北京师范大学，1998年获得博士学位。1998年在首都师范大学获文学（书法）博士。
2003年至2007年任中国书法文化研究院院长。2008年担任九三学社中央书画院副院长兼秘书长。2021年1月27日，中国书法家协会第八次全国代表大会召开，他担任中国书法家协会副主席。

## 社会兼职
现为中国书法家协会理事兼学术委员会委员、中国美术馆专家委员会书法艺术工作组专家成员、中国宋庆龄基金会理事、北京市书法家协会副主席、甘肃书法院艺术顾问、中华书画名家研究院顾问，北京唐风美术馆特约书法家。
担任首届中国出版政府奖图书奖评委、文化部第十四届群星奖决赛评委、中国美术馆当代名家书法提名展艺术委员会委员、北京大学书法研究所和中南大学艺术学院兼职教授。

## 著作
- 《米颠痴顽》（上海书画出版社）
- 《学书引论》（高等教育出版社）
- 《行书教程》（华文出版社）

## 奖项和荣誉
- 2000年获首都师范大学“红烛礼赞——教书育人优秀教师”称号
- 2002年合著《书法与中国文化》获第七届北京市哲学社会科学优秀成果二等奖
- 2003年入选中共北京市委宣传部“文艺人才百人工程”
- 2008年论文《略谈论书诗的解读》获北京文联第三届文艺评论奖一等奖
- 2008年在纪念改革开放30周年全军书法展获奖
- 北京市青年骨干教师